# Energiebox

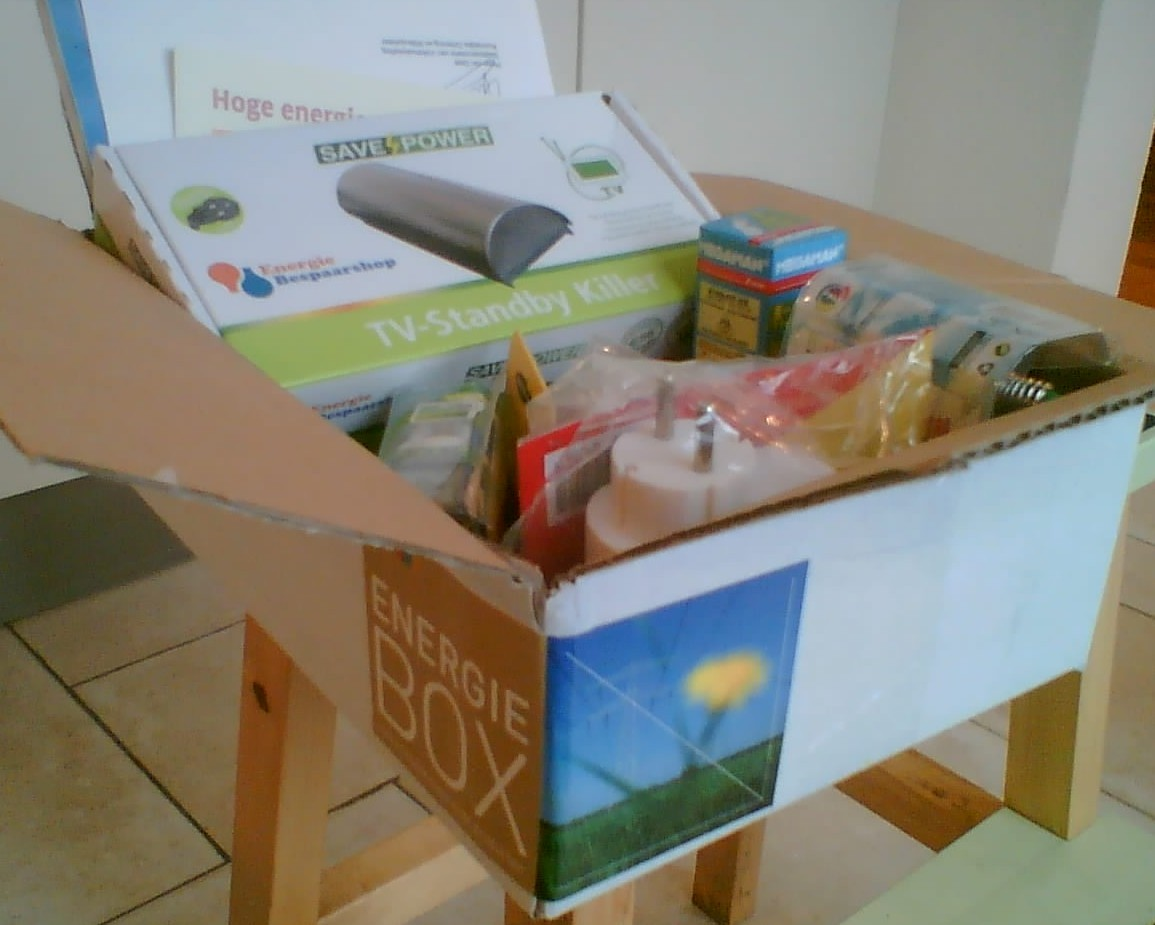
Energiebox 2006

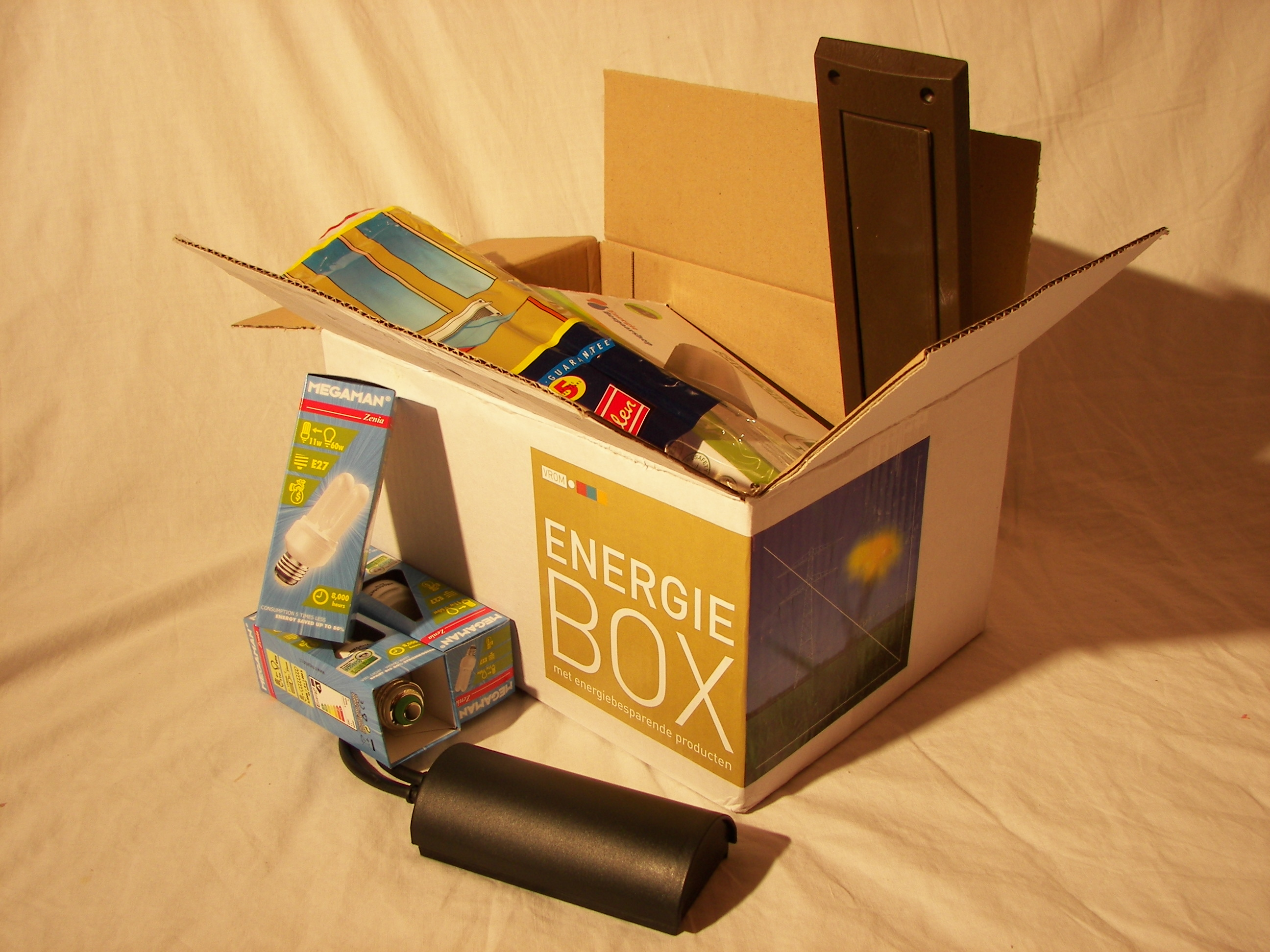
Energiebox

De energiebox is een initiatief van het ministerie van VROM en heeft als doel het energiegebruik van de Nederlandse huishoudens terug te dringen. Het bestaat uit een collectie energiebesparende middelen, waar ter waarde van 100 euro een selectie mag worden gemaakt. Het gaat om spaarlampen, stand-bykillers, radiator monitors, brievenbusborstels, tochtstrippen en dergelijke.
Men verwacht dat met behulp van de Energy-box ruim 10% energie kan worden bespaard. Dit zou gemiddeld een besparing van ruim 200 euro op de jaarlijkse energierekening betekenen:
Hoewel het ministerie van VROM de Energieboxen beschikbaar stelt, is het idee afkomstig van Greenpeace. 

## Proef
In november 2006 werd onder 10.000 huishoudens van de gemeente Woerden een proef gestart om het succes van de Energiebox te bepalen. Na de sluitingsdag van het experiment maakte VROM bekend het als een succes te beschouwen: uiteindelijk werden 15.000 energieboxen aangevraagd. De spaarlampen konden niet meer uit voorraad geleverd worden en moesten in januari 2007 worden nageleverd.